# Sapromyza zlobini
Sapromyza zlobini är en tvåvingeart som beskrevs av Shatalkin 1999. Sapromyza zlobini ingår i släktet Sapromyza och familjen lövflugor.
Artens utbredningsområde är Kazakstan. Inga underarter finns listade i Catalogue of Life.